# Iréna et les ombres
Pour plus de détails, voir Fiche technique et Distribution.
Irena et les ombres est un film français réalisé par Alain Robak et sorti en 1987.

## Synopsis
Un projectionniste se retrouve entraîné malgré lui dans une étrange histoire d'enlèvement.

## Fiche technique
- Réalisation : Alain Robak
- Scénario : Alain Robak
- Production : Dominique Laurent
- Photographie : Monique Richard
- Musique : Claude Sitruk
- Montage : Elisabeth Moulinier
- Durée : 90 min
- Date de sortie: 8 juillet 1987

## Distribution
- Farid Chopel : Costa
- Denise Virieux : Irèna
- Jean-Louis Foulquier : Georges
- Claude Sitruk : Léo
- Daniel Laloux : Lucien
- Victor Garrivier : Le duc
- Jac Berrocal : Lepers
- Georges Trillat : Bertie
- Christian Rauth : Maurice / Faux Maurice